# 多爾戈耶湖 (大盧基區)
56°05′05″N 30°14′28″E / 56.08472°N 30.24111°E
多爾戈耶湖（俄语：Долгое），是俄羅斯的湖泊，位於該國西北部，由普斯科夫州負責管轄，處於大盧基區，面積0.2平方公里，集水區面積0.62平方公里，平均水深7米，最大水深17米。